# Ailey
Ailey ist eine City im Montgomery County im US-Bundesstaat Georgia mit 432 Einwohnern (Stand: 2010).

## Geographie
Ailey grenzt im Westen direkt an Mount Vernon und liegt rund 250 km südöstlich von Atlanta.

## Demographische Daten
Laut der Volkszählung von 2010 verteilten sich die damaligen 432 Einwohner auf 139 bewohnte Haushalte, was einen Schnitt von 2,51 Personen pro Haushalt ergibt. Insgesamt bestehen 176 Haushalte. 
71,2 % der Haushalte waren Familienhaushalte (bestehend aus verheirateten Paaren mit oder ohne Nachkommen bzw. einem Elternteil mit Nachkomme) mit einer durchschnittlichen Größe von 3,05 Personen. In 34,5 % aller Haushalte lebten Kinder unter 18 Jahren sowie in 33,8 % aller Haushalte Personen mit mindestens 65 Jahren.
31,9 % der Bevölkerung waren jünger als 20 Jahre, 24,6 % waren 20 bis 39 Jahre alt, 20,4 % waren 40 bis 59 Jahre alt und 23,2 % waren mindestens 60 Jahre alt. Das mittlere Alter betrug 32 Jahre. 38,7 % der Bevölkerung waren männlich und 61,3 % weiblich.
63,0 % der Bevölkerung bezeichneten sich als Weiße, 34,3 % als Afroamerikaner und 0,2 % als Asian Americans. 1,9 % gaben die Angehörigkeit zu einer anderen Ethnie und 0,7 % zu mehreren Ethnien an. 3,7 % der Bevölkerung bestand aus Hispanics oder Latinos.
Das durchschnittliche Jahreseinkommen pro Haushalt lag bei 60.313 USD, dabei lebten 5,6 % der Bevölkerung unter der Armutsgrenze.
Ailey ist der Geburtsort des Boxers Sugar Ray Robinson.

## Verkehr
Ailey wird vom U.S. Highway 280 durchquert. Durch Ailey führt die Bahnstrecke Vidalia–Cordele. Diese von der Seaboard Air Line Railroad gebaute Strecke gehört heute dem Georgia Department of Transportation und wird seit 2000 von der Heart of Georgia Railroad betrieben.